# ألكسندر تشوبريلو
ألكسندر تشوبريلو (بالصربية: Александар Чубрило) مواليد 25 نوفمبر 1975 في زادار، جمهورية كرواتيا الاشتراكية، هو لاعب كرة سلة صربي سابق. بدأ مسيرته الاحترافية في سنة 1993. اعتزل اللعب في 2007.

## المسيرة الاحترافية
لعب مع نادي بارتيزان لكرة السلة من سنة 1993 إلى 2001، ثم لعب مع نادي أوليمبيا لكرة السلة في سنة 2001، ثم لعب مع نادي ميغا لكرة السلة في موسم 2004–2005، ثم لعب مع غيسن فورتي سيكسرز في موسم 2006–2007.